# TOI-700 d
TOI-700 d is een aardachtige exoplaneet die rond de rode dwergster TOI-700 draait, op ongeveer 101,6 lichtjaar afstand, in het sterrenbeeld Goudvis. De exoplaneet werd begin 2020 ontdekt door de TESS-ruimtetelescoop.

## Massa, straal en temperatuur
TOI-700 d is een exoplaneet ter grootte van de aarde, die een soortgelijke straal en massa heeft als de aarde. Ze heeft een geschatte massa van ongeveer 1,72 M⊕ en een straal van 1,19 R⊕.

## Omloopster
TOI-700 is een rode dwerg van spectraalklasse M2V die 40% van de massa, 40% van de straal en 50% van de temperatuur van de Zon is.  De ster is helder met een laag niveau van stellaire activiteit. Over de elf sectoren die met TESS zijn waargenomen, vertoont de ster geen enkele zonnevlam. De lage rotatiesnelheid is ook een indicator van lage stellaire activiteit.

## Kenmerken
- TOI- 700 d draait elke 37,43 dagen een baan om zijn ster.
- TOI-700 d beweegt zich in een baan binnen de bewoonbare zone rond TOI- 700.

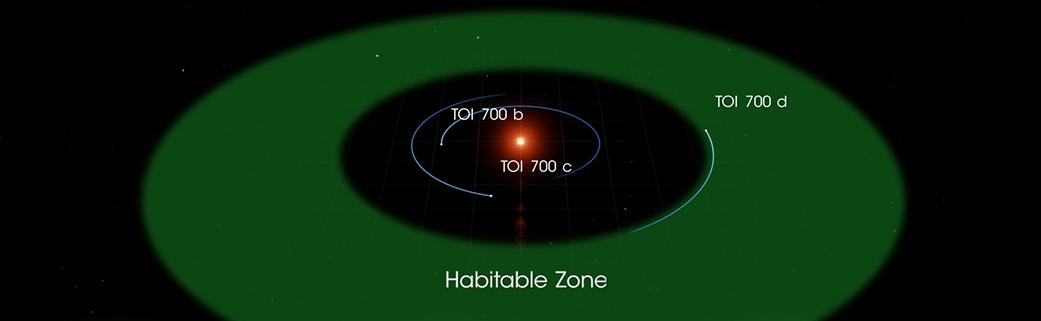
Het multiplanetaire systeem TOI-700